# 伊登·里格爾
伊登·里格爾（英語：Eden Riegel，1981年1月1日—），是一位美國女演員和配音員，因在肥皂劇我的孩子們（All My Children）裡飾演一位碧安卡·蒙哥馬利（Bianca Montgomery）而得名，並把這個角色塑造成一個同志偶像，成為受歡迎的人物。伊登在2005年也因飾演這部角色而被提名獲得日間艾美獎。另外，她還是同演員兼配音員山姆·里格爾的妹妹。
伊登除了飾演電影和電視角色演出外，還參與了配音的工作，如電玩遊戲《惡靈古堡6》的雪莉·柏金（Sherry Birkin）以及配音導演電視動畫《蛙！小安的奇幻之旅》（Amphibia）、《奇幻貓頭鷹小屋》等。

## 外部連結
- 伊登·里格爾在互联网电影资料库（IMDb）上的資料（英文）
- 伊登·里格爾的X（前Twitter）
- 伊登·里格爾的Instagram帳戶